# Ételintolerancia
Ételintolerancia alakul ki, mikor az emésztés során bizonyos ételek nem képesek felszívódni így az emésztetlen komponensek kóros immunreakciót váltanak ki. Ez nagyon sokféle tünet formájában jelenik meg: emésztési zavarok, bőrbetegségek, ekcéma, krónikus fejfájás, alvászavar, fáradékonyság, ízületi gyulladás, neurológiai tünetek, gyerekeknél hiperaktivitás. Az ételintoleranciáról már Hippokratész ókori görög orvos is feljegyzéseket készített, de csak az elmúlt 2-3 évtizedben vált ismertté a modern orvostudomány számára. A legismertebb ételintolerancia a laktózérzékenység és a cöliákia, azaz a lisztérzékenység. Az ételek és alapanyagok hasznosításakor azonban szinte mindenben lehetnek olyan fehérjék, amelyet a szervezet nem képes maradéktalanul lebontani.

## Az ételintolerancia fajtái, okai
Ételintoleranciáról beszélünk, ha 1. az emésztőrendszerből gyakorlatilag az emésztőenzimek hiányoznak, vagy ha 2. nem megfelelő a bélrendszer működése és nem bontja le az ételeket. Előbbi, vagyis az enzimhiány okozza a laktóz érzékenységet. A laktóz érzékenyek a tejcukrot nem tudják lebontani. A tudomány jelenlegi állása szerint ez a betegség nem gyógyítható. Ellenben nagyon sokféle laktózmentes tejtermék, alapanyag és készétel kapható. Az egyéb, fehérjékkel szemben kialakult ételintolerancia általában gyógyítható megfelelő diétával és a bélrendszer megfelelő regenerálásával. Ez alól kivétel a cöliáka, az úgynevezett lisztérzékenység, amely az orvostudomány mai álláspontja szerint szintén gyógyíthatatlan. Cöliákia esetén a lisztfélék és abból készült élelmiszerek gliadin tartalma veszélyes az arra érzékeny személy számára. A lebontatlan fehérjék ugyanis nagyon súlyos tüneteket okoznak, ha pedig valaki hosszú éveken, évtizedeken át fogyaszt olyan ételt, amit a szervezete nem képes lebontani – akár szervi és egyéb károsodásokat is szenvedhet. Az okok legtöbbször a rossz táplálkozási szokásokban, szennyezett környezetben, gyógyszerekben, mesterséges adalékanyagokban keresendők, de előfordulhat öröklődés, genetikai hajlam is. Az emésztőenzim hiánya inkább genetikai okokra vezethető vissza.

## Története
Arról, hogy nem mindegy, milyen ételt fogyasztunk már Hippokratész, ókori görög orvos is írt feljegyzéseket. Főleg gyomor- és bőrproblémás betegeinél figyelte meg, hogy a tejfogyasztás mérséklése javulást hozott. A modern orvostudomány azonban csak az utóbbi 4-5 évtizedben foglalkozott az egyes élelmiszerekkel szemben kialakult vagy kialakuló ételintoleranciával.

## Felismerése
A leggyakoribb tünetegyüttes az emésztési zavar, ennek számos megjelenése figyelhető meg: gyomorégés, hányinger, étvágytalanság, émelygés, hasmenés, puffadás, székrekedés, gyomor- vagy hasfájás. Amikor minden lelet negatív, nincsenek szervi vagy egyéb egészségügyi okai a panaszoknak, akkor érdemes az ételekkel szembeni intolerancián elgondolni. Szintén gyanakvásra ad okot az ok nélküli ízületi fájdalom, meddőség, kimerültség, alvászavar, bőrpanaszok.

## Diagnózis
Egy úgynevezett eliminációs diétával maga az ételintoleranciával küzdő beteg is kitapasztalhatja, hogy mely ételekre érzékeny, illetve ma már lehetőség van különböző tesztekkel vizsgálatokat végezni. A laktózérzékenységet kilégzéses teszttel, a cöliákiát vérvizsgálattal és az egyéb ételfehérjére kialakult érzékenység is mérhető ujjbegyvérből otthoni teszttel vagy laboratóriumi vizsgálattal.

## Kezelés
Az IgG alapú, azaz a nem enzimhiányos ételintolerancia kezelhető, a teljes gyógyulás is elérhető. Egy úgynevezett eliminációs diétával a bélrendszer regenerálható. A lebontatlan fehérjék körülbelül három hónap alatt ürülnek ki a szervezetből, ha nincs az adott ételből utánpótlás. Így tehát egy szigorú, 3 hónapos diéta után fokozatosan, a tüneteket figyelve ismét fogyaszthatók a korábban érzékenységet kiváltó ételek. Ez a cöliákiában és laktóz érzékenységben szenvedők esetén nem működik!

## Megelőzés
Az ételérzékenység kialakulása szinte minden esetben megelőzhető lenne a bélflóra épségének megőrzésével, megfelelő étkezéssel, a bélflóra károsító élelmiszerek és gyógyszerek kiiktatásával. Legalább ilyen fontos a megfelelő folyadékbevitel is, amely a szervezet hidratáltságáért, a vízháztartás egyensúlyáért felel, valamint a rendszeres mozgás, mely a méregtelenítés és anyagcsere folyamatok fontos része. Ugyanakkor az enzimhiány nem megelőzhető!

## Ételallergia és ételintolerancia
Az ételallergiát gyakran keverik az intoleranciával. Valóban, mindkét kórkép esetén az immunrendszer termel antitesteket, de az ételallergia esetén IgE antitesteket termel, míg az ételintolerancia esetén IgG antitesteket. Így a tünetek is eltérőek és a két kórkép nincs összefüggésben egymással! Az ételallergiában szenvedők az allergén étel elfogyasztása után szinte azonnal rosszul lehetnek: nehézlégzés, nyirokcsomó duzzanat, súlyos hasmenés stb, míg az ételintoleranciában szenvedők csak napokkal, hetekkel később tapasztalhatják a kellemetlen tüneteket, amelyek nincsenek olyan hevesek és veszélyesek, mint allergia esetén. Az ételallergiások életét közvetlenül is veszélyeztetik az allergén ételek!